# Кочин
Кочин (на малаялам: കൊച്ചി; на хинди: कोच्चि; на английски: Kochi) е град в Югозападна Индия. Населението му е 633 553 жители (2011 г.). Площта му е 94,88 кв. км. Намира се в часова зона UTC+5:30 на морското равнище.